# Karácsony János (zenész)
Karácsony János (Budapest, 1951. augusztus 19.) magyar gitáros, énekes.

## Pályafutása
Székely származású. Gyerekkorában zongorázni tanult, majd áttért a klasszikus gitárra. Ekkor sajátította el azokat az alapokat, melyek később előnyére váltak a többi gitárossal szemben. 1967 telétől a Ferm zenekarban játszott, ahol Vincze Viktóriát kísérték.
1971-ben Novai Gáborral, Révész Sándorral, Reck Lajossal, Ákos Istvánnal és Várkonyi Mátyással megalapította a Generált. 1974 októberében csatlakozott az LGT-hez, ahol az Egyesült Államokba disszidált Barta Tamás helyére került. Dalaival és jellegzetes énekhangjával hozzájárult az LGT sikeréhez, legismertebb szerzeményei a Rajongás (1976), az Engedj el (1977), Az utolsó szerelmes dal (1978), A dal a miénk (1980), az Áldd meg a dalt (1980), A síneken (1982) és az Ellenfél nélkül (1984).
Az LGT az 1980-as évek második felében egyre kevesebbet koncertezett, a tagok pedig szólókarrierjükre koncentráltak. Karácsony János három szólóalbumot jelentetett meg. Ezenkívül producerként és hangmérnökként működött közre a Napoleon Boulevard albumain, de az LGT tagjaival is dolgozott.

## Díjak, elismerések
- Hungaroton életműdíj (2000)
- A Magyar Köztársasági Érdemrend lovagkeresztje (2005)
- Story Ötcsillag-díj (megosztva az LGT tagjaival) – Az év zenei produkciója (2014)

## Albumok
- 1986 – Az időn túl
- 1996 – James
- 2002 – Boldog Karácsony

## Portré
- Backstage – Karácsony János (2019)
- Hogy volt?! – Karácsony János (2020)
- Soul History Extra 3. / SH Plus 53.adása – Karácsony János zenés életműportré – A frissített műsor felvétele. mixcloud.com (2020. február 7.)
- Hogy volt?! – Karácsony János kedvencei (2021)
- Ez itt a kérdés – Karácsony János (2021)

## Családja
1989-ben nősült meg, felesége Ruzsics Andrea. Két lányuk van, Eszter Berta 1990-ben, Rebeka Flóra pedig 1994-ben született.